# Lijst van personen uit Genua
Deze chronologische lijst van personen uit Genua bevat personen die in deze hoofdstad van de Italiaanse regio Ligurië zijn geboren.

## Geboren in Genua

### Voor 1800

Ontdekkingsreiziger Christoffel Columbus (1451)

- Sinibaldo del Fieschi (ca. 1195-1254), paus Innocentius IV
- paus Adrianus V (1220-1276), geboren als Ottobuono Fieschi dei Conti di Lavagna
- Maria van Lusignan (1381-1404), koningin-gemalin van Napels
- Jean-Baptiste Cibo (1432-1492), paus Innocentius VIII
- Christoffel Columbus (1451-1506), ontdekkingsreiziger
- Bartholomeus Columbus (1461-1515), ontdekkingsreiziger
- Ambrogio Spinola (1569-1630), militair in Spaanse dienst
- Giovanni Doria (1573-1642), kardinaal-aartsbisschop van Palermo, stadhouder van Sicilië
- Bernardo Strozzi (Il Cappuccino) (1581-1644), kunstschilder
- Oberto Della Torre (circa 1617-1698), 130e doge van de republiek Genua
- Lorenzo Fieschi (1642-1726), kardinaal-aartsbisschop
- Johann Lukas von Hildebrandt (1668-1745), Oostenrijks architect
- Niccolò Paganini (1782-1840), componist en violist

### 1800–1899
- Giuseppe Mazzini (1805-1872), patriot, politicus, filosoof en revolutionair
- Gaetano Alimonda (1818-1891), geestelijke en kardinaal
- Raffaello Gestro (1845-1936), entomoloog
- Giacomo della Chiesa (1854-1922), paus Benedictus XV
- Emanuel Filibert van Aosta (1869-1931), hertog van Aosta
- Emilio Lunghi (1887-1925), atleet
- Mario Massa (1892-1956), zwemmer
- Eugenio Montale (1896-1981), dichter en Nobelprijswinnaar (1975)
- Guido Mentasti (1897-1925), motorcoureur
- Agostino Frassinetti (1897-1968), zwemmer
- Pietro Ghersi (1899-1972), motor- en autocoureur

### 1900–1919
- Bruno Bianchi (1904-1988), zeiler
- Anastasio Ballestrero (1913-1998), geestelijke en kardinaal
- Pietro Germi (1914-1974), filmregisseur

### 1920–1929
- Piero Carini (1921-1957), Formule 1-coureur
- Vittorio Gassman (1922-2000), acteur
- Mario Enrico Franciscolo (1923-2003), entomoloog
- Samuele Buttarelli (1927-1999), Formule 1-coureur

### 1930–1939
- Riccardo Giacconi (1931-2018), Amerikaans natuurkundige en Nobelprijswinnaar (2002)
- Paolo Villaggio (1932-2017), acteur, regisseur en schrijver
- Renzo Piano (1937), architect
- Eraldo Pizzo (1938), waterpolospeler
- Werner Greuter (1938), Zwitsers botanicus
- Gian Piero Reverberi (1939), componist, dirigent en pianist

### 1940–1949

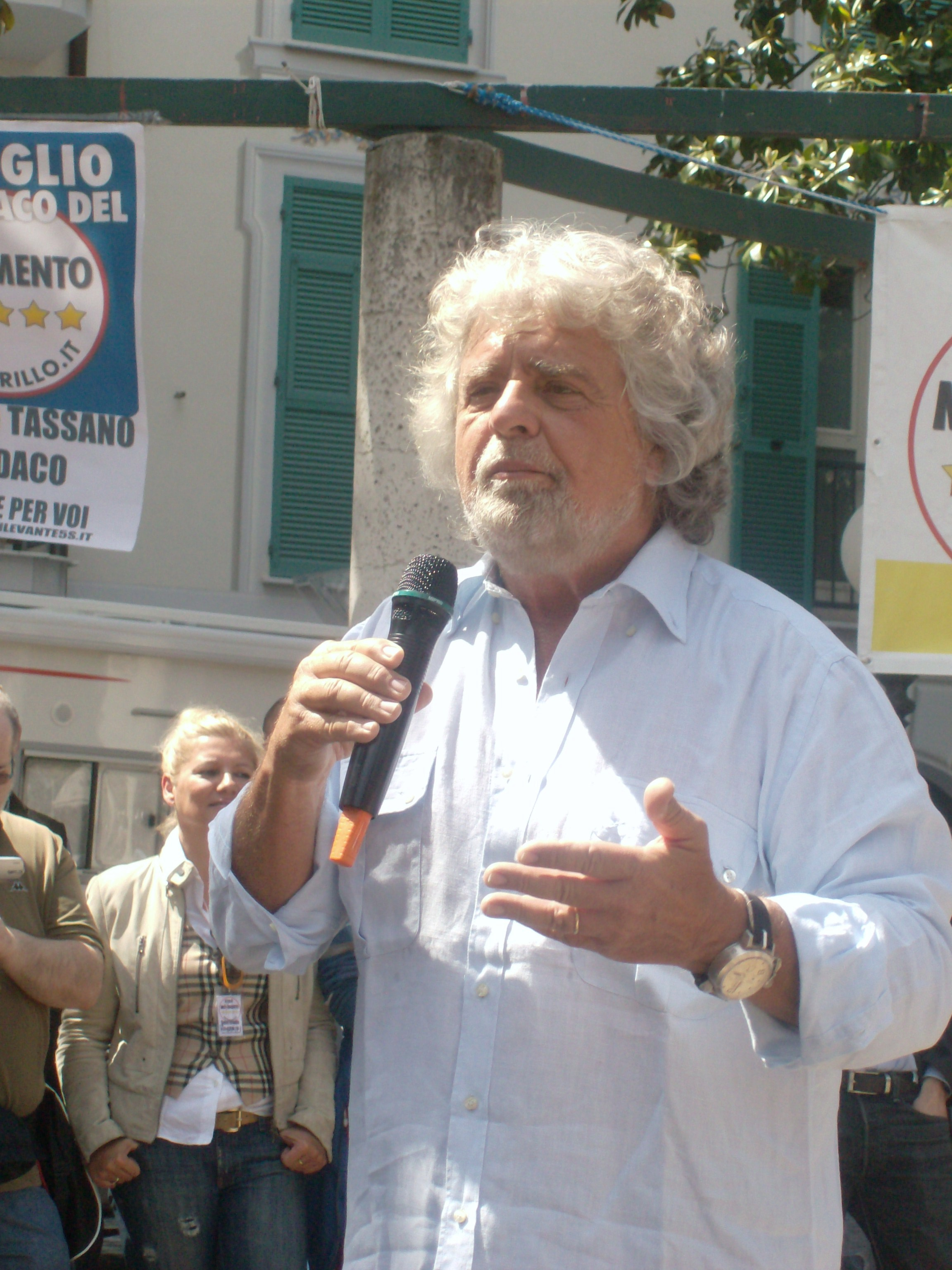
Komiek en politicus Beppe Grillo (1948)

- Fabrizio De André (1940-1999), zanger
- Mauro Piacenza (1944), geestelijke en een kardinaal
- Franco Malerba (1946), ruimtevaarder
- Giampiero Ventura (1948), voormalig voetballer en huidig coach
- Beppe Grillo (1948), komiek en politicus
- Sergio Pagano (1948), bisschop
- Guido Mantega (1949), Braziliaans econoom, socioloog en politicus

### 1950–1959

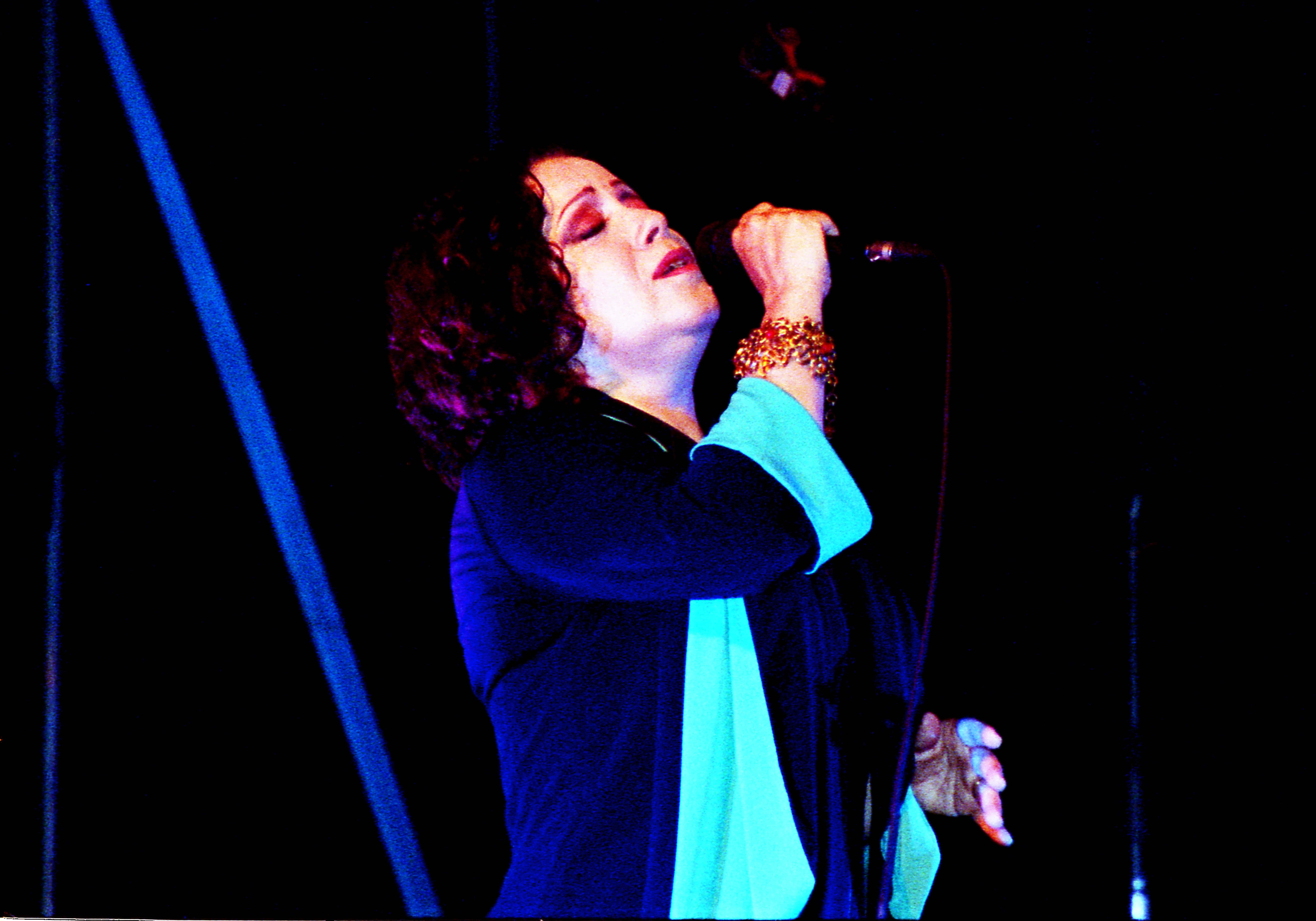
Zangeres Antonella Ruggiero (1952)

- Antonella Ruggiero (1952), zangeres
- Fabrizio Tabaton (1955), rallyrijder
- Giampaolo Mazza (1956), voetballer
- Daniela Dessì (1957-2016), operazangeres (sopraan)
- Cinzia Monreale (1957), actrice

### 1960–1969
- Roberta Pinotti (1961), minister van defensie
- Ettore Balestrero (1966), apostolisch diplomaat en titulair aartsbisschop
- Sabrina Salerno (1968), zangeres
- Marco Lanna (1968), voetballer en voetbalbestuurder

### 1970–1979
- Enrico Chiesa (1970), voetballer
- Elisa Casanova (1973), waterpoloster
- Stefano D'Aste (1974), autocoureur
- Adriano de Micheli (1975), autocoureur

### 1980–1999

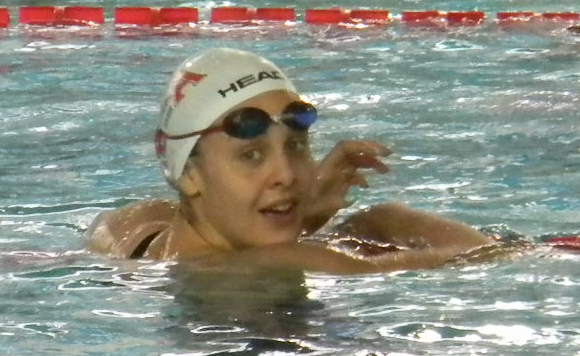
Zwemster Martina Carraro (1993)

- Nicolò Ravano (1985), golfprofessional
- Luca Rizzo (1992), voetballer
- Martina Carraro (1993), zwemster
- Simone Ganz (1993), voetballer
- Federico Chiesa (1997), voetballer
- Francesca Durante (1997), voetbalster
- Giulio Maggiore (1998), voetballer

### Vanaf 2000
- Pietro Pellegri (2001), voetballer
- Eddie Salcedo (2001), voetballer
- Alice D'Amato (2003), toestelturnster
- Andrea Raccagni Noviero (2004), wielrenner
- Lorenzo Finn (2006), wielrenner